# لی‌لی آلن
لی‌لی رز بیتریس آلن (به انگلیسی: Lily Rose Beatrice Allen) (زادهٔ ۲ مه ۱۹۸۵) خواننده و ترانه‌سرای انگلیسی است. او دختر کیت آلن و الیسون اوون است. آلن همچنین در شبکه بی‌بی‌سی، یک برنامهٔ گفتگوی تلویزیونی را با نام «لی‌لی آلن و دوستان» اجرا می‌کند. او معمولاً به‌عنوان یک ستاره جنجالی در بریتانیا شناخته می‌شود.
او در فیلم چگونه یک دختر درست کنیم بازی کرده است.

## سال‌های آغازین

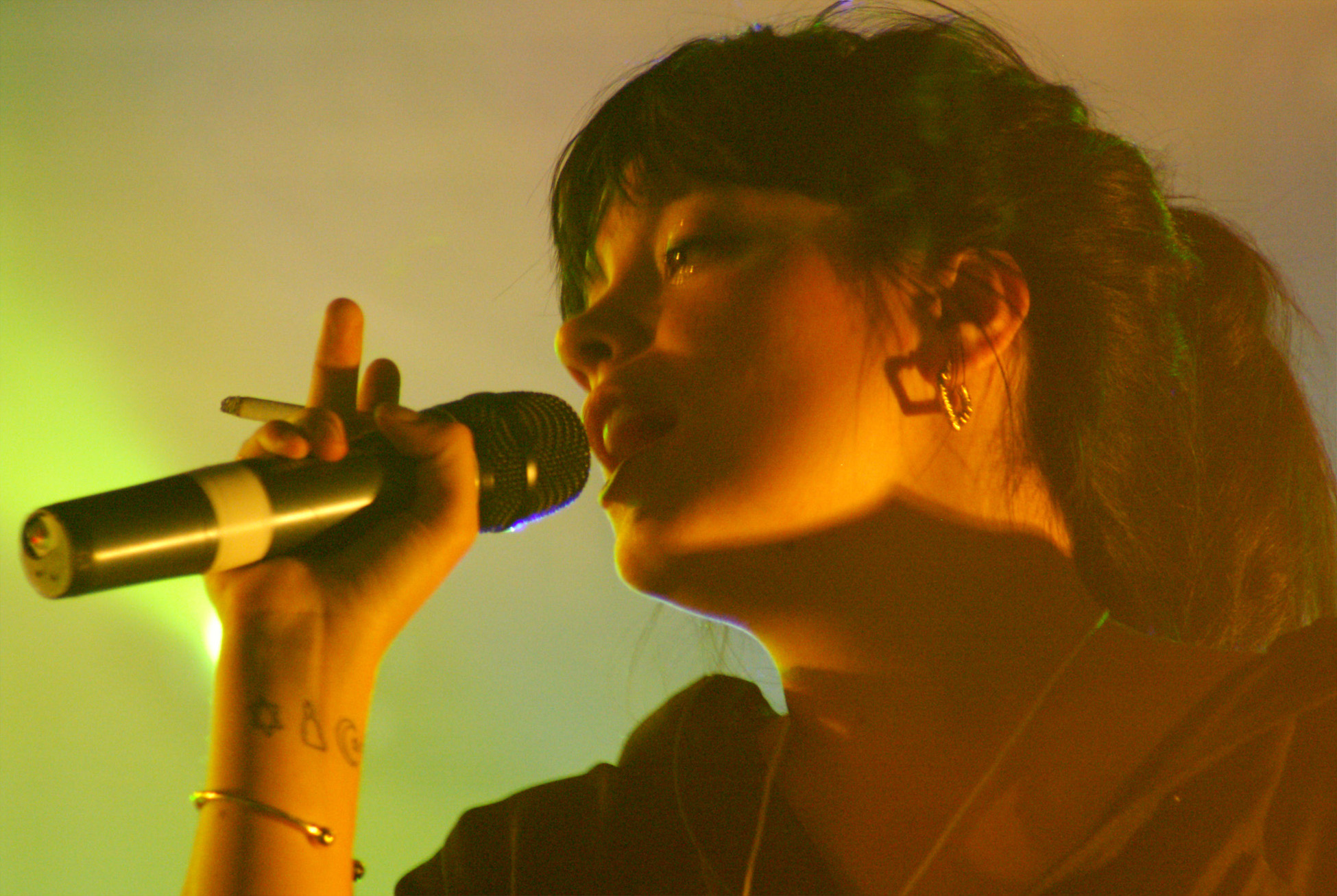
لی‌لی آلن

بیشتر سال‌های کودکی اَلن به سرگردانی میان مدرسه‌های مختلف گذشت به شکلی که از ۵ تا ۱۵ سالگی در ۱۳ مدرسهٔ مختلف تحصیل کرد. او در این دوران دوستی پایداری با هم‌سالانش نداشت و بیشتر وقتش را به مطالعه و گوش کردن به موسیقی می‌گذراند. علاقهٔ او به موسیقی در حدی بود که در ۱۴ سالگی برای حضور در جشنوارهٔ موسیقی گلستن‌بری از خانه گریخت. ۱ سال بعد تحصیل را رها کرد و در همین دوره بود که پی برد موسیقی، تنها حرفهٔ مناسب برایش خواهد بود.

## زندگی حرفه‌ای
یکی از معروف‌ترین آهنگ‌های او به نام «لبخند» (Smile) در ژوئیه ۲۰۰۶ در صدر پرفروش‌ترین تک‌آهنگ‌های بریتانیا قرار گرفت. آلن در دسامبر ۲۰۰۶ نخستین آلبوم خود را با نام Alright, Still عرضه کرد. این آلبوم نامزد جایزهٔ بهترین آلبوم بریتانیایی در بریت اَواردز و نیز جایزهٔ بهترین هنرمند جدید در جوایز ویدئو موزیک ام‌تی‌وی ۲۰۰۷ شد.